# عبد الغني ناصر
عبد الغني ناصر (22 أبريل 1937 - 11 يونيو 2002) ممثل مصري .

## عن حياته
ولد عبد الغني محمد محمد ناصر بالقاهرة، ممثل مسرحى وسينمائي، عمل في التلفزيون، ينتمى إلى نوعيه الممثلين، في سن متقدم، وصارة غزير الإنتاج تخرج في المعهد العالي في الفنون المسرحية عام 1963، عمل في المسرح المدرسى والمسرح القومى ومسرح الطليعة، ومن مسرحياته الجندرمة، السد هدى، زنزانه الجانين، على جناح التجريزي، وعمل في مسلسلات الراية البيضاء، أبيض وأسود، البخيل وأنا، رأفت الهجان، الجدران الدافئ.

## من أعماله

### المسلسلات
| - لدواعي أمنية:2002-ضيف الحلقات - الأصدقاء:2002-مسئول حكومي - قاسم أمين:2002 - منشية البكري:2001 - حارة الطبلاوي:2001 - أهل الدنيا:2001-ضيف شرف - البر الغربي:2001 - الفسطاط:2000 - العائلة والناس:2000 - عظماء في التاريخ:2000 - العشق الإلهي:1999 - أم كلثوم:1999-محمد حيدر باشا - بدارة:1999 - الغروب لا يأتي سراً:1999 - موال الحب والغضب:1999 - أوراق مصرية (ج1) :1998-راسل - الماضي يعود الآن:1997 - دمي ودموعي وإبتسامتي:1997 - حلم الجنوبي:1997-المحافظ - الحصاد المر:1997 - الأبطال (ج2) :1997 - ضد التيار:1997 | - بحار الغربة:1997 - الحفار:1996-قبطان إسرائيلي - اعترافاتي:1996 - شقة الحرية:1996 - وسادسهم الزمن:1996 - حارة المحروسة:1996-أبو غادة - عندما تتحرك الجبال:1996 - عمان في التاريخ:1995 - أنا إللي أستاهل:1995 - اثنين في واحد:1995 - الناس الطيبين:1995 - الصبار:1995 - أيام المنيرة:1994 - ناس ولاد ناس:1993-د. صبري - دموع صاحبة الجلالة:1993-وزير - أبناء ولكن:1993-عبدالعظيم - ذئاب الجبل:1993-والد م. حاتم - أهل الطريق:1993 - المحاكمة:1993 - الوعد الحق:1993-نائب كبير بطارقة النجاشي - القضاء في الإسلام (ج4) :1993 - زمن الحلم الضائع:1992 | - وما زال النيل يجري:1992-عاشور الهياتمي - بنت سيادة الوزير:1992 - رأفت الهجان (ج3) :1992-غولدشتاين - الوقف:1992 - البخيل وأنا:1991-فخري أحمد عبد الواحد - مملوك في الحارة:1991 - وداعا يا ربيع العمر:1991-حمزة - تحت ظلال السيوف:1991 - مطلوب عروسة:1990 - ألف ليلة وليلة: حمال الأسية:1990 - اللاعبون بالنار:1990-السعداوي - الرجاء التزام الهدوء:1989-عبدالعظيم - أنا وأنت والزمن طويل:1989 - أبيض وأسود:1989 - الكهف و الوهم والحب:1989 - الراية البيضا:1988-دكتور صبور - عصفور النار:1987-يوسف العفلي - بكيزة وزغلول:1987 - زهرة من بستان:1985 - المرقش شاعر الحزن:1985 - الجدران الدافئة:1985 - حصاد الشر:1984 | - أجمل الزهور:1984 - نور الدين زنكي:1984 - موسى بن نصير:1983 - الجنة العذراء:1970 - مجالس العرب: من مجالس هارون الرشيد - أدهم - الحب والثمن - البحيرات المرة - ولاد حارتنا - أئمة الهدى - هي عندما تحب - حلم رجل بسيط - الحب الكبير - شمس الخريف - المرأة أصلها نمر - وفاء - هي والعاصفة - نسيج العنكبوت - رحلة في عالم مجنون - حكاية سلامة - أما بعد |

### الأفلام
| - أيام السادات:2001-محمد نجيب - العاشقان:2001 - اللقاء الثاني:1998 - الجسر:1997-مصطفى - استقالة ضابط شرطة:1997-شكري - الهروب إلى القمة:1996-مدير جريدة المعارضه - اغتيال:1996-د. بدران - كرامة امرأة:1996 - صمت الخرفان:1995-الدكتور جمعه - اليتيم والذئاب:1993-الشيخ صالح إمام المسجد - بوابة إبليس:1993-عضو المجلس - الفاس في الرأس:1992-ابو زكريا | - الخطوة الدامية:1992-مصطفى ابوالدهب - الجبلاوي:1991 - درب الرهبة:1990 - بلاغ للرأي العام:1990-الأستاذ عثمان - البيضة والحجر:1990-صالح فياض - الخطر:1990 - الوحوش الصغيرة:1989-الشربيني - صراع الأحفاد:1989-عبدالرحمن المحامي - أصدقاء الشيطان:1988 - زوجة رجل مهم:1988-مسؤول كبير بالدولة - أربعة في مهمة رسمية:1987-الوزير - المواجهة:1987-الشيخ رضوان | - اللعيبة:1987 - أنا:1987-فهمي - العملاق:1987-مأمور السجن - مشاعر إنسانية:1986 الجوع:1986-المعلم عزيز - نساء خلف القضبان:1986-حسين - الحناكيش:1986-إبراهيم - الأنثى:1986 - إعدام ميت:1985-مسؤول بالموساد - فقراء لا يدخلون الجنة:1984-حسن - الذئاب:1983-المحامى - لن أغفر أبدًا:1981-ابو فؤاد | - ألف بوسة وبوسة:1977 - الهارب:1974-معتقل - الكدابين الثلاثة:1970-الجرسون - أجازة غرام:1967 - الخروج من الجنة:1967 - لا تذكريني:1961-الطبيب - حايجننوني:1960 - المليونير:1950-مجنون - مشاعر انسانية - هو وهو-ابو الفضل النمرسى الطبيب النفسى - مظاهر كدابة |

### السهرات التلفزيونية
| - ليلة القتل الأبيض:1999-علي الدفراوي - عصفور الجنة:1998 - وعادت زوجتي:1995-عبد الفتاح - دولت فهمي التي لم يعرفها أحد:1987 | - وكانت غلطة:1986-الخواجة كوستا - قلب في مأزق - زواج سعيد جدا - مع ايقاف التنفيذ | - عفوا أيها الماضي-رأفت - الثأر الأبيض - مشهور في شهر العسل - لا تقتلوا العصافير | - الاحتيال - الرجل المناسب - ضمائر لا تموت - غموض |

### المسرحيات
| - الصعايدة وصلوا:1989-العمدة - عالم قش:1986 - الزوبعة:1986 - علي جناح التبريزي وتابعه قفة:1969 - حركة ترقيات:1966-مطاوع الساعي | - معروف الإسكافي:1966-الوالى باشا - المفتش العام:1961-خير، الدكتور - سبع صنايع - انا نسيت اسمي | - دنيا - النسر الأحمر - الزير سالم - الملياردير |

### أخرى
- حلم ولا علم:1999-ضيف شرف
- أعلام هند وبانيليا:1997
- المتزوجون في التاريخ:1993
- ليلة القبض على فاطمة:1983-أبو فاطمة
- انا نسيت اسمي: مسرحية - اعداد مسرحية
- البلدوزر: 1986 - مسرحية - مساعد المخرج المسرحي
- انا أجدع منه: 1979 - مسرحية-المخرج المنفذ

## وفاته
توفي الفنان عبد الغني ناصر في 11 يونيو 2002 عن عمر يناهز 65 سنة .

## روابط خارجية
- عبد الغني ناصر على موقع الدهليز
- عبد الغني ناصر على موقع قاعدة بيانات الأفلام العربية